# テドラ・バイル
テドラ・バイル、ヘルイ・テドラ・バイル、デジャズマッチ・テドラ・バイル（Herui Tedla Bairu、Dejazmatch Tedla Bairu、1914年 - 1984年）はエチオピア・エリトリアの政治家。デジャズマッチはエチオピア帝国の役職に基づく敬称で、地方行政副長官・副知事を指す語。

エリトリア国旗(1952-1962)

テドラ・バイルは1952年に独立したエリトリア国の最後の国家元首であり、また1952年から1955年までのエチオピアとエリトリアとの連邦政府におけるエリトリアの初代行政長官(Chief Exclusive)だった。 テドラは強固な連邦主義者であったために政敵から「日和見主義者」と糾弾されていた。 テドラとエリトリア独立の父と呼ばれるウォルデブ・ウォルデマリアムは、生涯を通じてエリトリアの独立を支持するか否かと言う一点で対立していた.。1955年に皇帝ハイレ・セラシエ1世によってエリトリア国家元首からの辞職を強いられた。1967年にスウェーデンの大使に任命された際エチオピア政府を離れ、エリトリア解放戦線(ELF)に身を投じた。1971年にはELFの第1副議長に選出された。独立前の1984年に死去。